# العلاقات الهندية اللبنانية
العلاقات الهندية واللبنانية تشير إلى العلاقات الثنائية بين لبنان والهند، لدى لبنان بسفارة في نيودلهي، ولدى الهند بسفارة في بيروت.

## التاريخ
أقامت الهند علاقات دبلوماسية مع لبنان في عام 1954، وحافظت على تمثيلها الدبلوماسي في بيروت طوال الحرب الأهلية باستثناء إغلاق قصير لمدة شهرين تقريبًا من 5 أغسطس إلى 16 أكتوبر 1989 بعد تصاعد القتال في بيروت، وخلال هذه الفترة كان هناك تفاعل ثنائي محدود بين البلدين.

## التجارة
بلغ إجمالي التجارة بين لبنان والهند 13.60 مليون دولار أمريكي في عام 1993، وخلال فترة السنوات السبع الممتدة من عام 1993 إلى عام 1999 نمت التجارة بوتيرة بطيئة ولم تصل إلا إلى 55 مليون دولار أمريكي في عام 1999.
في ديسمبر 2012 بلغ حجم التجارة الثنائية بين البلدين ما قيمته 370 مليون دولار أمريكي مع وجود الميزان التجاري لصالح البلد.

## الجالية الهندية في لبنان
في عام 2006 أجلي المواطنون الهنود من لبنان بسبب الحرب بين إسرائيل وحزب الله، حيث تم إجلاؤهم بواسطة سفن بحرية هندية من العاصمة اللبنانية بيروت إلى لارنكا في قبرص ثم نقلوا جواً إلى الهند في إطار مناورة عسكرية هندية منسقة أطلق عليها «عملية سكون».